# Воля (бронепоїзд)
Бронепотяг «Воля» — панцерний потяг збройних сил УНР.
У січні 1919 вів бої за Коростень, про що свідчить у спогадах підполковник Дієвої армії УНР Василь Прохода. Станом на 30 квітня перебував на ремонті в Рівному. Станом на 16 серпня 1919 року належав до 2-го панцирного загону під командуванням полковника  Марчевського.
Озброєння поїзда складалося з 6 кулеметів, командир сотник Гарбузюк.